# Peterson Space Force Base
La Peterson Space Force Base è una base aerea della United States Space Force, che condivide con l'adiacente Colorado Springs Municipal Airport la sede del North American Aerospace Defense Command (NORAD) e il quartier generale United States Northern Command (USNORTHCOM). Sviluppata nella Seconda guerra mondiale come base aerea di supporto per Camp Carson, la struttura svolse addestramento per le Army Air Forces e nella Guerra Fredda assisté i centri di difesa aerea dei vicini Ent Air Force Base, Chidlaw Building, e Cheyenne Mountain Complex. La base ha ospitato il quartier generale dell' ex Air Force Space Command dal 1987 al 2019 ed ha il centro di comando delle operazioni NORAD/NORTHCOM da quando nel 2006 il Cheyenne Mountain Realignment ha "congelato" il Cheyenne Mountain Complex.

## Attività
Peterson SFB ha attività di volo attraverso il 302d Airlift Wing.  Le unità attuali della base sono:
- 21st Space Wing (unità di guarnigione) con 3 gruppi locali
- Headquarters NORAD/USNORTHCOM, e centri operazioni
- United States Army Space and Missile Defense Command - U.S. Army Strategic Command (Forward): quartier generale e U.S. Army (SMDC) 1st Space Brigade
- 302d Airlift Wing (Air Force Reserve Command) con 3 gruppi locali
- 544th Information Operations Group quartier generale
- 561st Network Operations Squadron
- Air Force Operational Test and Evaluation Center (AFOTEC), Distaccamento 4.[5]
- Colorado Wing, Civil Air Patrol
- USAF Academy Band
- Space Logistics Directorate (SMC)

Il Retiree Activities Office (ufficio che si occupa dei militari in pensione) della base ha la rappresentanza per lo Air Force Retiree Council Area IV (Colorado, Nevada, Utah, e Wyoming).

## Storia
Le costruzioni militari nel Colorado nel periodo in cui si crearono installazioni addestrative USA prima del bombardamento di Pearl Harbor comprendevano (1940) la Lowry bombardier school a Denver, e Camp Carson a sud di Colorado Springs (quartier generale completato il 31 gennaio 1942). Nell'estate del 1941 furono valutati siti "nei pressi di Colorado Springs" per un campo d'aviazione USAAF, e durante l'aprile 1942 fu attivata la Photographic Reconnaissance Operational Training Unit (PROTU) in una struttura presa in affitto presso Colorado Springs. Il 6 maggio 1942 fu scelto il sito adiacente all'aeroporto municipale di Colorado Springs, e il campo d'aviazione dell'aeroporto fu di conseguenza preso in affitto come "campo d'aviazione di supporto" per Camp Carson secondo il "programma di sviluppo della base aerea". Nel maggio 1942 unità come il 5th Mapping Squadron (da Bradley Field) arrivarono ed usarono le strutture della città. Il 2d Photographic Reconnaissance Group (attivato il 7 maggio 1942 a Will Rogers Field) si trasferì a Colorado Springs e il "quartier generale … del 2nd Group fu collocato in un ex garage lungo la strada per l'ufficio postale, c'erano alloggi militari nell'auditorium della città … e la mensa aveva trovato posto nell'affollato bancone a ferro di cavallo della stazione ferroviaria di Santa Fe." Si usava per le manovre del terreno a the Broadmoor, e il 2nd Group inizialmente lavorava senza aerei. Una parte del personale era "temporaneamente ospitato al Colorado College" e al campeggio vicino al sanatorio di Woodmen. (Il 14th Photographic Reconnaissance Squadron era alloggiato al Kaufman Building in Tejon St.)

### Army Air Base, Colorado Springs
La costruzione di "Army Air Base, Colorado Springs" iniziò dopo il 10 maggio 1942, su "niente di più che un grosso pezzo di pianura del Colorado," e l'installazione fu posta alle dipendenze di Headquarters, United States "AAF [l']11 giugno 1942". Fu attivata la Base HQ and Air Base Sq come unità operativa della base il 20 giugno 1942 (sostituita dalla 214th AAF Base Unit nel 1944), e la base fu assegnata alla 2nd Air Force il 22 giugno.  Il 7 luglio 1942 esisteva presso la "Army Air Base, Colorado Springs" "HQ PROTU" e le fu ordinato di fornire "da quattro a cinque mesi di addestramento ad ognuno." Durante la costruzione della base aerea il 23 luglio 1942 fu attivato il 20th Combat Mapping Squadron, impiegando Alamo Garage di Tejon Street. Le piste furono ultimate nell'agosto 1942, e l'eponimo primo tenente Edward J. Peterson si schiantò al decollo l'8 agosto 1942 (primo abitante del Colorado caduto nell'aeroporto).

### Peterson Field
Peterson Field era il nome ricevuto dall'aeroporto il 13 dicembre 1942, e comprendeva la pista usata sia dall'aeroporto municipal sia dall'installazione militare: "Army Air Base, Peterson Field", che aveva iniziato a pubblicare Wingspread, il giornale della base, l'11 luglio 1942. Il "18 Dep Rpr Sq"fu assegnato all'installazione militare dal 19 gennaio al 29 aprile 1943, e l'installazione fu assegnata alla Third Air Force (5 marzo – 1 ottobre 1943) e per la fine dell'estate 1943 aveva alloggi con carta catramata, un circolo ufficiali, ed un teatro in un quonset. Dopo il passaggio della base alla Second Air Force (1 ottobre 1943), nel giugno 1944 Peterson Field iniziò ad addestrare piloti di bombardieri con P-40N Warhawks. Nel marzo 1943 la Third Air Force acquisì l'unità di addestramento operativo di ricognizione fotografica che era stata attiva presso Peterson Field … sotto l'immediato controllo del Director of Photography dall'aprile 1942."

### Comandi bombardieri
Il 4th Heavy Bombardment Processing Headquarters ("4 H Bomb Processing HQ") fu attivato il 10 giugno 1943 (il primo B-29 atterrò a Peterson Field nell'estate del 1943), e l'unità addestrativa dalla 214th AAF Base Unit (Combat Crew Training School, Heavy) B-24 Liberator) si avviò dopo che il 383rd Bombardment Group si fu trasferito da Geiger Field (Washington) (26 ottobre 1943). Nel 1944 (11 giugno — 20 ottobre) il XXI Bomber Command fu assegnato a Peterson; e lo "HQ and HQ Sq" del XXII Bomber Command fu assegnato dal 14 ottobre 1944 al 13 febbraio 1945, e il 17 agosto 1944 quattro stormi bombardieri (dal 313th al 316th) furono assegnati alla base — l'ultimo partì il 7 giugno 1945. La 263rd AAF Base Unit divenne la "unità operativa della base" il 7 giugno 1945 (trasferita a Andrews Field il 17 marzo 1946). La Army Air Forces Instructor School fu aperta a Peterson Field il 17 marzo 1945, e la base fu una delle svariate che furono trasferite alle Continental Air Forces il 16 aprile (l'VIII Bomber Command arrivò il 17 agosto 1945).
La base fu disattivata il 31 dicembre 1945 dopo che erano partiti il 13th Bombardment Wing (17 ottobre) e l'VIII Bomber Command (circa 15 dicembre), e la gestione del sito da parte della unità operativa della base terminò il 15 dicembre. Nel 1946 le ultime AAF Base Units di Peterson furono accantonate: la 260th AAF Base Unit (Fighter Wing) in gennaio, la 202nd AAF Base Unit (Special) in febbraio, e la 268th AAF Base Unit (Instrument Instructor Unit) in marzo e la 201st (Headquarters Base Unit) in aprile (il 72nd Fighter Wing fu alla base dal "4 gennaio 46 al 9 aprile 46"). La 703rd AAF Base Unit (Hq, 53d AACS Group) si trasferì a Kelly Field in febbraio. Con la dichiarazione di soprannumero del 29 luglio 1946, "il governo USA restituì il controllo sul campo [d'aviazione] al Comune di Colorado Springs". Molti edifici della base furono abbattuti. Nel 1946 Tonopah AAF (Nevada, 1 ottobre), Clovis AAF (Nuovo Messico, 16 ottobre), e Casper AAF (Wyoming, 15 December) per un breve periodo divennero installazioni distaccate della base inattiva.
     Durante la pianificazione della United States Air Force, Arlington Auxiliary Army Airfield  (Colorado) divenne un'installazione distaccata della base soprannumeraria (1 gennaio — circa 10 ottobre 1947), e la "468th Construction Co (15th AF)" divenne l'unità operativa della base disattivata nel febbraio 1947. La base con la nuova costruzione fu attivata dal 29 settembre 1947 al 15 gennaio 1948, poi fu "soprannumeraria" fin dopo l'avviso nel novembre 1950 di riattivare l'Air Defense Command. Il "23 Photo Sq   19 May 43-9 Aug 48" rimase inattivo/soprannumerario durante entrambi i periodi, e il 1 dicembre 1950 fu costituito presso la base soprannumeraria il "4600 Maint & Sup Sq".

### Installazione USAF
La base militare presso l'aeroporto municipale fu riattivata come installazione esterna di Ent Air Force Base il 1 gennaio 1951 ed era gestita dal 4600 Air Base Group di Ent. Dopo essere stato assegnato a Peterson il 1 marzo 1952, il 4602d Air Intelligence Service Squadron aveva reparti dipendenti presso il "Defense Force Headquarters [di] Hamilton Air Force Base (California), a Kansas City (Missouri), e alla Stewart Air Force Base" (New York). Il 4600th Group divenne il 4600th Air Base Wing l'8 aprile 1958 (trasferito a Peterson il 21 marzo 1974. Il 4600th fu sostituito dal 46th Aerospace Defense Wing il 1 aprile 1975. Queste attività furono trasferite alla United States Air Force Academy il 21 marzo 1974. La base militare di Peterson Field ebbe un suo comandante di base il 28 febbraio 1975.

### Installazione primaria
Denominata Peterson Air Force Base il 1º marzo 1975, quando fu chiusa Ent AFB, Peterson fu l'ultima delle basi aeree delle Continental Air Forces dell'aprile 1945 ad essere nominata base dell'aeronautica. Sempre il 1 marzo 1945 Peterson assunse diverse funzioni già appartenute ad Ent AFB, che divenne lo "Ent Annex" di Peterson dal 18 luglio 1975 al 7 febbraio 1978 (la base esterna di Peterson "Temporary Military Facility" fu aperta nel 1986 per addestramento spaziale). Nella prima parte della riorganizzazione che sfociò nell'Aerospace Defense Command (ADCOM), la base fu "trasferita allo Strategic Air Command" il 1º ottobre 1979, (tra le unità trasferite c'erano il 47th Comm Sq all'Air Force Communications Service (AFCS) e il 46th Wing & 4602nd Computer Services Sq al SAC). Gli uffici di comando ADCOM già ubicati al Chidlaw Building divennero l'Aerospace Defense Center a Peterson il 1º dicembre 1979.
La NORAD COC (Combat Operation Center) Backup Facility di Peterson ricevette la certificazione Full operational capability il 16 novembre 1982 dal Cheyenne Mountain Complex che fu posto in un minore stato di prontezza operativa.
Il 1st Space Wing sostituì il 46th Aerospace Defense Wing il 1º aprile 1983. In seguito il 1st Space Wing trasferì il ruolo di unità di guarnigione al 3rd Space Support Wing attivato il 15 ottobre 1986. L'esercito ed altre unità si trasferirono dall'ex Ent AFB Federal Building al Peterson Building 2 (rinominato Eberhart-Findley Building nell'ottobre 2012). Il 15 maggio 1992 il personale e le attrezzature del 1st SW e del 3rd SSW si unirono per costituire il 21st Space Wing. Il Peterson's Space Analysis Center sorgeva all'angolo di Academy & Fountain Blvds nel 2004 prima di trasferirsi nella base all'edificio 1470, e nel 2004 la Space Operations School usava un edificio lungo la Interstate 25 in Colorado presso Woodmen Drive.

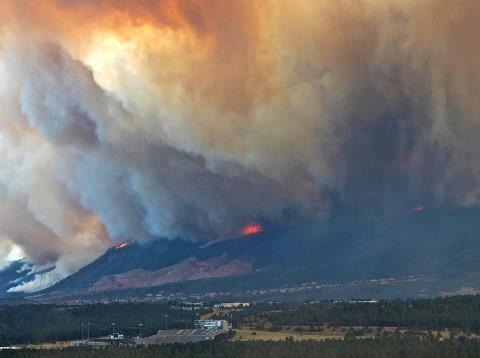
Il Waldo Canyon Fire è stato un incendio boschivo durato quasi venti giorni a Colorado Springs nel 2012.

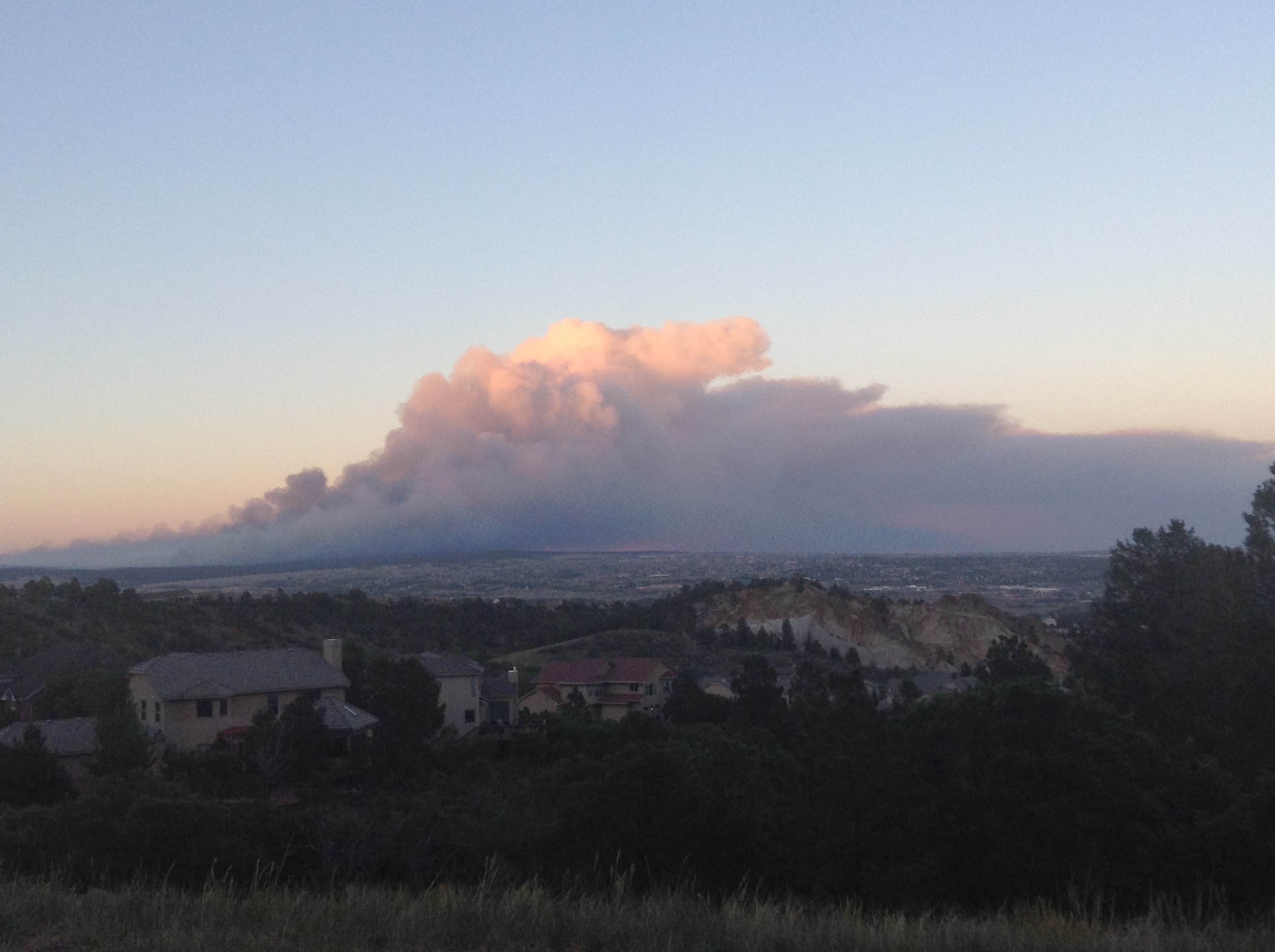
Il Black Forest Fire è stato un incendio boschivo durato 9 giorni a Colorado Springs nel 2013.

Il Cheyenne Mountain Realignment trasferì attività NORAD/USNORTHCOM a Peterson AFB nel 2006. Lo stesso anno a Peterson fu costruita la 76th Space Control Facility (lo squadrone fu attivato il 22 gennaio 2008). Gli aerei MAFFS impegnati nel contrasto (spegnimento) del Waldo Canyon Fire (2012) e del Black Forest Fire (2013) a Colorado Springs avevano base a Peterson AFB.
Alcuni edifici della Seconda guerra mondiale sono sopravvissuti. Nel 1996 rimanevano "il terminal, oggi Peterson Air and Space Museum, l'hangar Broadmoor, e la Casa Spagnola" nei pressi del museo, assieme al Building 391, Building 365, magazzini logistici ed edifici amministrativi, e hangar di aerei ed officine di manutenzione.